# Ctrl (álbum)
Ctrl (pronunciado "control") é o álbum de estreia da cantora e compositora americana SZA. Foi lançado em 9 de junho de 2017 pelas gravadoras Top Dawg Entertainment e RCA Records. Após o lançamento de sua extended play Z (2014), SZA começou a escrever para outros artistas e trabalhando para sua estréia, no entanto seu projeto de estréia foi encontrado com vários contratempos. SZA seguiu um processo analógico e contribuiu fortemente para as letras do álbum. O registro continuou até 2017 pelo qual ela criou duzentas músicas. Durante o processo de gravação, SZA optou por um método de estilo livre, dependendo de momentos no estúdio.
SZA escreveu a maioria das canções e colaborou com produtores como Craig Balmoris, Frank Dukes, Carter Lang, Scum e ThankGod4Cody. O trabalho conjunto de compositores e produtores resultou em um projeto neo soul e R&B, com elementos de hip hop, música eletrônica, indie e soul. Liricamente, o álbum passa em torno de uma temática confessional, retratando tópicos referentes às relações e complexidades pessoais do amor moderno, incluindo o desejo, competição, ciúmes, regras sexuais, mídia social e baixa autoestima.
Além da grande aclamação da crítica especializada, o álbum teve um sucesso comercial considerável. Estreou na terceira posição da Billboard 200, com 60.000 cópias equivalentes na primeira semana de lançamento. Para promover o álbum, foram lançadas como sigles oficiais as faixas "Drew Barrymore", "Love Galore", "The Weekend" e "Broken Clocks", sendo o último lançado antes do álbum como single promocional. Até março de 2018, contava com certificação de platina pela Recording Industry Association of America (RIAA), após a vendagem de 1.000.000 cópias equivalentes e puras no país. O álbum e as canções foram nomeadas para o Grammy Awards de 2018, além da indicação para Best New Artist.

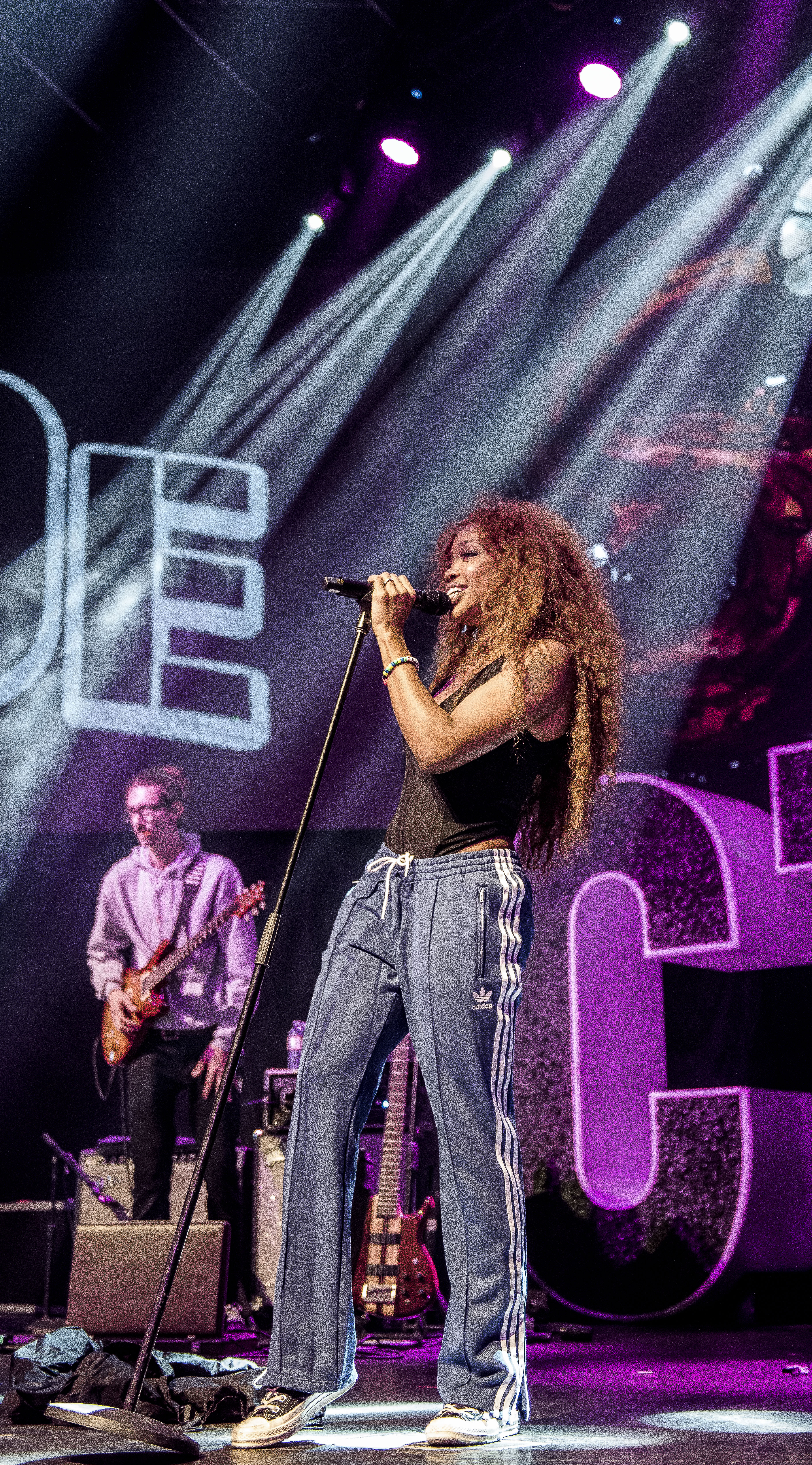
SZA performando na Ctrl the Tour, turnê de apoio ao álbum, na cidade de Toronto em 2017.

## Antecedentes
Após um encontro om membros da Top Dawg Entertainment durante o evento CMJ em 2011, uma amiga de SZA que a acompanhava apresentou seu trabalho ao rapper e empresário Terrence "Punch" Henderson, que gostou do material e manteve contato com a artista. Dois anos depois, em junho de 2013, Top Dawg Entertainment anunciou projetos para contratar mais dois artistas. Em 14 de julho, foir relevado que a gravadora tinha assinado um contrato com a artista SZA e, a partir deste contrato, SZA lançou o extended play Z (2014). Após o lançamento do EP, SZA começou a compor para outros cantores, incluindo Beyoncé e Nicki Minaj. Durante a produção do álbum Anti, de Rihanna, SZA compôs uma canção para o seu álbum de estréia intitulada "LouAnne Johnson", porém a faixa foi comprada pela cantora barbadiana e lançada como "Consideration". Em contrapartida, por esse e outros diversos motivos, o álbum sofreu atraso para o lançamento e inúmeras datas previstas. Em outubro de 2016, SZA criticou o descaso da gravadora e, caso o álbum não fosse lançado no tempo previsto, rescindiria o contrato.
SZA revelou que Ctrl seria semelhante à mixtape S, incluindo estilo trap e letras mais agressivas, além de trabalhar com artistas como James Fauntleroy, Hit-Boy e Felix Snow. Acerca do concepção do álbum, SZA afirmou que passou quatro anos para criá-lo: "[Eu] sacrifiquei amigos, membros da família, meu peso, o jeito com o qual eu me sinto, o jeito com o qual eu sinto Deus e o jeito com o qual eu processo as informações." Acerca da inspiração advinda do seu controle de vida, ela afirmou: "[Ctrl] é um conceito. Eu estive sem controle durante minha vida toda e agora acho que o encontrei para o resto da vida."

## Recepção da crítica
| Críticas profissionais | Críticas profissionais |
| Pontuações agregadas   | Pontuações agregadas   |
| Fonte                  | Avaliação              |
| ---------------------- | ---------------------- |
| Metacritic             | 86/100                 |
| Avaliações da crítica  |                        |
| Fonte                  | Avaliação              |
| AllMusic               | [ 12 ]                 |
| The A.V. Club          | A−                     |
| Consequence of Sound   | B+                     |
| Exclaim!               | 9/10                   |
| The Irish Times        | [ 16 ]                 |
| The New Zealand Herald | [ 17 ]                 |
| NME                    | [ 18 ]                 |
| The Observer           | [ 19 ]                 |
| Pitchfork              | 8.4/10                 |
| PopMatters             | 8/10                   |

Ctrl recebeu grande aclamação pela crítica especializada. No Metacritic, o álbum recebeu uma média 86 de 100 pontos, baseada em 15 avaliações e com o indicativo de aclamação universal. Tara Joshi, do jornal britânico The Observer, afirmou que as canções são "deliciosos conglomerados de jams com vozes delicadas e poderosas que remetem à feminilidade, à autoestima e à juventude".  Claire Lobenfeld, da publicação Pitchfork, chamou o álbum de "um opulento e cru álbum de R&B que constantemente testa as fronteiras de gênero" e nomeou a canção "Prom" como uma das faixas de destaque. Siena Yates, do jornal neozelandês The New Zealand Herald, descreveu o álbum como "um salto sonoramente rico e honesto na toca do coelho."
Em outra avaliação, Jon Pareles, do jornal The New York Times, afirmou: "SZA comanda totalmente o primeiro plano de suas canções. Sua voz é direta e gravada para soar natural e sem afeto, esbanjando a idiossincrasia de suas conversações." Jessica McKinny, da revista de entretenimento Vibe, diz que o álbum "definitivamente iniciou a jornada [de SZA] na direção certa. É cru, emotivo, rítmico, edificante corretamente e será um presente de verão para fãs antigos e novos.". Além disso, referiu-se ao álbum como uma "perfeição despojada". Gerrick D. Kennedy, do jornal Los Angeles Times, chamou o álbum de "uma junção de partes iguais dolorosas, descaradas e incrivelmente honestas, nas quais as músicas são tenras, vulneráveis e frequentemente desafiadoras."
Ryan B. Patrick, da Exclaim, refere-se à SZ como "o pacote completo em termos de arte: habilidade de canto e composições com uma perspectiva distinta sobre a vida, o amor e o destino". Diz, ainda, que Ctrl "é um ofício em ação, um álbum excepcionalmente excelente de uma artista excepcionalmente excelente." Nastia Voynovskaya, da revista Paste, evoca a notabilidade relacionável do álbum com os vocais de Amy Winehouse e Billie Holiday. Jamie Milton, da NME, disse que há no álbum "[uma junção] de ventos sem esforço entre narrativas e gêneros como se fosse brincadeira de criança [...] SZA não é uma estrela em formação, mas sim um talento de pleno direito que está se exibindo de forma prática."

## Lista de Faixas
| N.º            | Título                                         | Compositor(es)                                                                                                | Produtor(es)                      | Duração |  |
| 1.             | "Supermodel"                                   | Solána Rowe, Pharrell Williams, Tyran Donaldson, Terrence Henderson, Greg Landfair Jr.                        | Scum                              | 3:01    |  |
| 2.             | "Love Galore" (part. de Travis Scott)          | Rowe, Cody Fayne, Carter Lang, Jacques Webster, Henderson                                                     | ThankGod4Cody, Carter Lang        | 4:35    |  |
| 3.             | "Doves in the Wind" (part. de Kendrick Lamar)  | Rowe, Cameron Osteen, Kendrick Duckworth, Reggie Noble, John Bowman, Dana Stinson, Trevor Smith, James Yancey | Cam O'bi                          | 4:26    |  |
| 4.             | "Drew Barrymore"                               | Rowe, Lang, Donaldson, Macie Stewart, Henderson                                                               | Lang, Scum                        | 3:51    |  |
| 5.             | "Prom"                                         | Rowe, Donaldson, Lang                                                                                         | Scum, Lang[A]                     | 3:16    |  |
| 6.             | "The Weekend"                                  | Rowe, Fayne, Justin Timberlake, Timothy Mosley, Floyd Hills                                                   | ThankGod4Cody                     | 4:32    |  |
| 7.             | "Go Gina"                                      | Rowe, Donaldson, Lang, Adam Feeney                                                                            | Scum, Lang, Frank Dukes[A]        | 2:41    |  |
| 8.             | "Garden (Say It like Dat)"                     | Rowe, Daniel Tannenbaum, Craig Balmoris                                                                       | Bēkon, The Donuts[A], Balmoris[A] | 3:28    |  |
| 9.             | "Broken Clocks"                                | Rowe, Fayne, Thomas Paxton-Beesley, Feeney, Ashton Simmons                                                    | ThankGod4Cody                     | 3:51    |  |
| 10.            | "Anything"                                     | Rowe, Donaldson, Lang, Peter Wilkins, Donna Summer, Giorgio Moroder, Pete Bellotte                            | Scum, Lang[A]                     | 2:29    |  |
| 11.            | "Wavy (Interlude)" (part. de James Fauntleroy) | Rowe, Lukasz Plas, Fayne, James Fauntleroy                                                                    | ThankGod4Cody, Prophit            | 1:15    |  |
| 12.            | "Normal Girl"                                  | Rowe, Lang, Donaldson, Henderson                                                                              | Lang                              | 4:13    |  |
| 13.            | "Pretty Little Birds" (part. de Isaiah Rashad) | Rowe, Donaldson, Lang, Josef Leimberg, Isaiah McClain                                                         | Scum, Lang, Leimberg              | 4:05    |  |
| 14.            | "20 Something"                                 | Rowe, Donaldson, Lang                                                                                         | Scum, Lang                        | 3:18    |  |
| Duração total: | Duração total:                                 | Duração total:                                                                                                | Duração total:                    | 49:01   |  |

| Faixas bônus da edição deluxe |                             |                                                                               |                                  |         |  |
| N.º                           | Título                      | Compositor(es)                                                                | Produtor(es)                     | Duração |  |
| 15.                           | "Love Galore (Alt Version)" | Rowe, Lang, Fayne, Henderson, Donaldson                                       | ThankGod4Cod, Scum, Carter Lang  | 4:33    |  |
| 16.                           | "2AM"                       | Aubrey Drake Graham, Fayne, Jahron Antony Brathwaite, Noah James Shebib, Rowe | ThankGod4Cod                     | 4:02    |  |
| 17.                           | "Miles"                     | Rowe, Donaldson                                                               | Pete (Scum) Nebula               | 1:09    |  |
| 18.                           | "Percolator"                | Charlene Keys, Fayne, Craig Brockman, Nisan Stewart, Rowe, Donaldson          | ThankGod4Cod, Pete (Scum) Nebula | 1:24    |  |
| 19.                           | "Tread Carefully"           | Rowe, Fayne                                                                   | ThankGod4Cod                     | 3:02    |  |
| 20.                           | "Awkward"                   | Rowe, Fayne, Kelsey Gonzalez, Michael Uzowuru, Rutherford Allison             | Michael Uzowuru                  | 2:58    |  |
| 21.                           | "Jodie"                     | Rowe, Tyler Okonma                                                            | Tyler, the Creator               | 2:45    |  |
| Duração total:                | Duração total:              | Duração total:                                                                | Duração total:                   | 69:00   |  |

Notas
A  - denota produtor adicional
- "Supermodel" possui vocais adicionais de Pharrell Williams

Créditos de samples
- "Love Galore" contém amostra de "Houstonatlantavegas" da banda Sonnymoon.
- "Doves in the Wind" contém amostra de "Let's Get Dirty (I Can't Get in da Club)", escrito por  Reggie Noble, John Bowman e Dana Stinson e interpretado por Redman, e uma interpolação de "Turn Me Up Some", escrito por Trevor Smith e James Yancey e interpretado por Busta Rhymes.
- "The Weekend" contém elementos de "Set the Mood (Prelude)", escrito por Justin Timberlake, Timothy Mosley e Floyd Hills e interpretado por Justin Timberlake.
- "Broken Clocks" incorpora partes de "West", escrito por Thomas Paxton-Beesley, Adam Feeney e Ashton Simmons e interpretado por River Tiber.
- "Anything" contém amostra de "Spring Affair", escrito por Giorgio Moroder, Pete Bellotte e Donna Summer e performado por Donna Summer.
- "Normal Girl" contém uma interpolação de "Controlla", performado por Drake.

## Créditos
| Design - Solána Rowe - direção criativa, direção visual - Terrence "Punch" Henderson - direção criativa - Sage Adams - direção visual, fotografia - Vlad Sepetov - design gráfico e embalagem - Roberto "Ret One" Reyes - design gráfico e embalagem - Christopher Parsons - fotografia - Jason Chandler - fotografia Performance - Stix - bateria adicional (faixa 1) - Pharrell Williams - vocais adicionais (faixa 1) - Macie Stewart - strings (faixa 4) - Peter Cottontale - baixo (faixa 10) - Audrey Rowe (Mãe) - diálogo (faixas 1, 4, 14) - Avó - diálogo (faixa 3) | Técnico - Lukasz Plas - gravação - James Hunt - gravação - Juan Carlos - engenharia de gravação (faixa 7) - Jared "JT" Gagarin - engenharia de gravação (faixa 12) - Blake Harden - engenharia de gravação (Travis Scott na faixa 2; faixa 14) - Tyler Page - gravação - Cyrus Taghipour - gravação - Ivan Corpening - gravação - Chris Classick - engenharia de gravaçãp (faixa 2, 6, 9) - Hector Castro - engenharia de gravação (faixa8), mixando (faixa 8) - Prophit - engenharia (faixas 3-5, 11, 13) - Ray Charles Brown - engenharia (faixa 1) - Matt Schaeffer - engenharia (Kendrick Lamar na faixa 3) - Bēkon - engenharia (faixa 8) - Scum - engenharia (faixa 10) - Josef Leimberg - engenharia (Isaiah Rashad na faixa 13) - Derek "MixedByAli" Ali - mixagem - Mike Bozzi - masterização |